# Molini di Triora
Molini di Triora é uma comuna italiana da região da Ligúria, província de Impéria, com cerca de 700 habitantes. Estende-se por uma área de 57 km², tendo uma densidade populacional de 12 hab/km². Faz fronteira com Badalucco, Bajardo, Carpasio, Castelvittorio, Montalto Ligure, Montegrosso Pian Latte, Rezzo, Triora.

## Demografia
| Variação demográfica do município entre 1861 e 2011                               |
|                                                                                   |
| Fonte: Istituto Nazionale di Statistica (ISTAT) - Elaboração gráfica da Wikipedia |